# Peter Davison (académico)
Peter Davison (Newcastle upon Tyne, 1926) es un catedrático de Literatura Inglesa en la De Montfort University, Leicester, y catedrático emérito de Literatura Inglesa en la Glyndŵr University. Davison es reconocido como experto en el estudio de la vida y obra de George Orwell.

## Biografía
Tras enseñar en la Sydney University, y coordinar la publicación de obras de Shakespeare para Penguin, en 1982 Davison recibe el encargo de Tom Rosenthal, el entonces presidente de Secker & Warburg, la editorial que había publicada la mayor parte de los libros de Orwell publicados en vida, de coordinar una edición conmemorativa de las obras publicadas de Orwell.
En 1992 fue nombrado presidente de la Bibliographical Society cargo que compaginó con la dirección de la revista de la sociedad, The Library, durante 12 años.
En 1998, en colaboración con su esposa, Sheila Davison, y el primer biografo de Orwell, Ian Angus, Davison coordinó la colección de 20 volúmenes de la obra completa de Orwell, The Complete Works of George Orwell (Secker & Warburg, 1998). En 1999, le fue otorgado la OBE por sus contribuciones al mundo literario.
En 2013, coordinó la publicación de la mayor parte de los diarios de Orwell, publicada como Diaries.

## Publicaciones
- 1996: George Orwell: A Literary Life (Palgrave Macmillan)
- 1998: The Complete Works of George Orwell (Secker & Warburg) ISBN 0 436 20377 4 (con Sheila Davison y Ian Angus)
- 2001: Orwell and the Dispossessed (Penguin)
- 2001: Orwell in Spain (Penguin)
- 2006: The Lost Orwell (Timewell Press) ISBN 978-1857252149
- 2011: George Orwell: A Life in Letters (Penguin)
- 2013: Diaries
- 2016: George Orwell: A Life in Letters (Penguin)